# Das Leben der Säugetiere
Das Leben der Säugetiere (Original: The Life of Mammals)  ist eine zehnteilige  Naturdokumentationsserie von David Attenborough über das Leben von Säugetieren.

## Produktion und weitere Veröffentlichungen
Die Serie wurde von der BBC 2002 produziert und erschien 2006 auch auf DVD. Die Erstausstrahlung im Fernsehen lief bei der BBC am 20. November 2002. Die deutsche Erstausstrahlung im Free-TV erfolgte am 25. September 2004  im Bayerischen Fernsehen. Weitere Ausstrahlungen waren in den Jahren 2005 bis 2008 in verschiedenen Sendern der ARD zu sehen. 2009 lief die Serie auf Animal Planet und BBC Entertainment, die bislang letzte Ausstrahlung erfolgte vom 15. Dezember 2009  bis 27. Juni 2010 bei BBC Entertainment. Weitere Ausstrahlungen liefen in Finnland, Ungarn, Schweden, Griechenland und Australien.

## Folgen der Serie
- Ein erfolgreiches Modell
- Insektenjäger
- Pflanzenfresser
- Nagetiere
- Fleischfresser
- Opportunistische Allesfresser
- Rückkehr ins Wasser
- Leben in den Bäumen
- Aufsteiger
- Nahrung fürs Gehirn